# Остров Елизаветы
О́стров Елизаве́ты — остров архипелага Земля Франца-Иосифа. Наивысшая точка острова — 121 метр. Административно относится к Приморскому району Архангельской области России.

## Расположение
Расположен в центральной части архипелага в 4,5 километрах к западу от острова Солсбери.

## Описание
Имеет овальную форму длиной чуть более 3 километров и шириной около 2 километров. В центральной части острова находятся снежники высотой до 121 метра, с которых к западному побережью стекает несколько ручьёв. В северной части острова расположено несколько мелких озёр. Вдоль западного побережья — каменистые россыпи.
Остров назван в честь Елизаветы Марии эрцгерцогини Австрийской дочери наследного принца Рудольфа.